# Comunitat d'aglomeració
Una comunitat d'aglomeració (communauté d'agglomération en francès) és una estructura intercomunal francesa amb fiscalitat pròpia que preveu una important integració de les comunes membres. Aquesta figura va ser instituïda el 1999 per la “Llei Chevènement” relativa al reforçament i simplificació de la cooperació intercomunal. La cooperació intercomunal (EPCI: Établissements publics intercommunaux) pot prendre diferents estructures segons el grau d'integració, reflectit pel seu règim fiscal: amb fiscalitat pròpia o sense. Segons criteris de la població i grau de cooperació la comunitat d'aglomeració (CA) es troba entre la comunitat de comunes (CC) i la comunitat urbana (CU).
Per poder crear una comunitat d'aglomeració calen generalment, tres condicions:
- reunir un mínim de 50.000 habitants
- comptar amb un municipi que almenys tingui 15.000 habitants, o que sigui capital de departament
- continuïtat geogràfica i sense enclavaments.

La llei obliga a les comunitats d'aglomeració exercir certes competències com ara el desenvolupament econòmic, l'administració de l'espai comunitari, polítiques d'habitatge social, polítiques socials en els municipis i transport urbà. A més, les comunitats d'aglomeració han d'exercir també tres de les competències entre les sis següents: circulació viària, sanejament, aigua potable, medi ambient i acció social o equipaments culturals i esportius.
El gener de 2014, 222 comunitats d'aglomeració reunien 4.851 comunes i 27,1 milions d'habitants